# Joudes
Joudes ist eine französische Gemeinde im Département Saône-et-Loire in der Region Bourgogne-Franche-Comté. Sie gehört zum Arrondissement Louhans und zum Kanton Cuiseaux. Die Gemeinde hat 359 Einwohner (Stand 1. Januar 2022), sie werden Joudois, resp. Joudoises genannt.

## Geografie

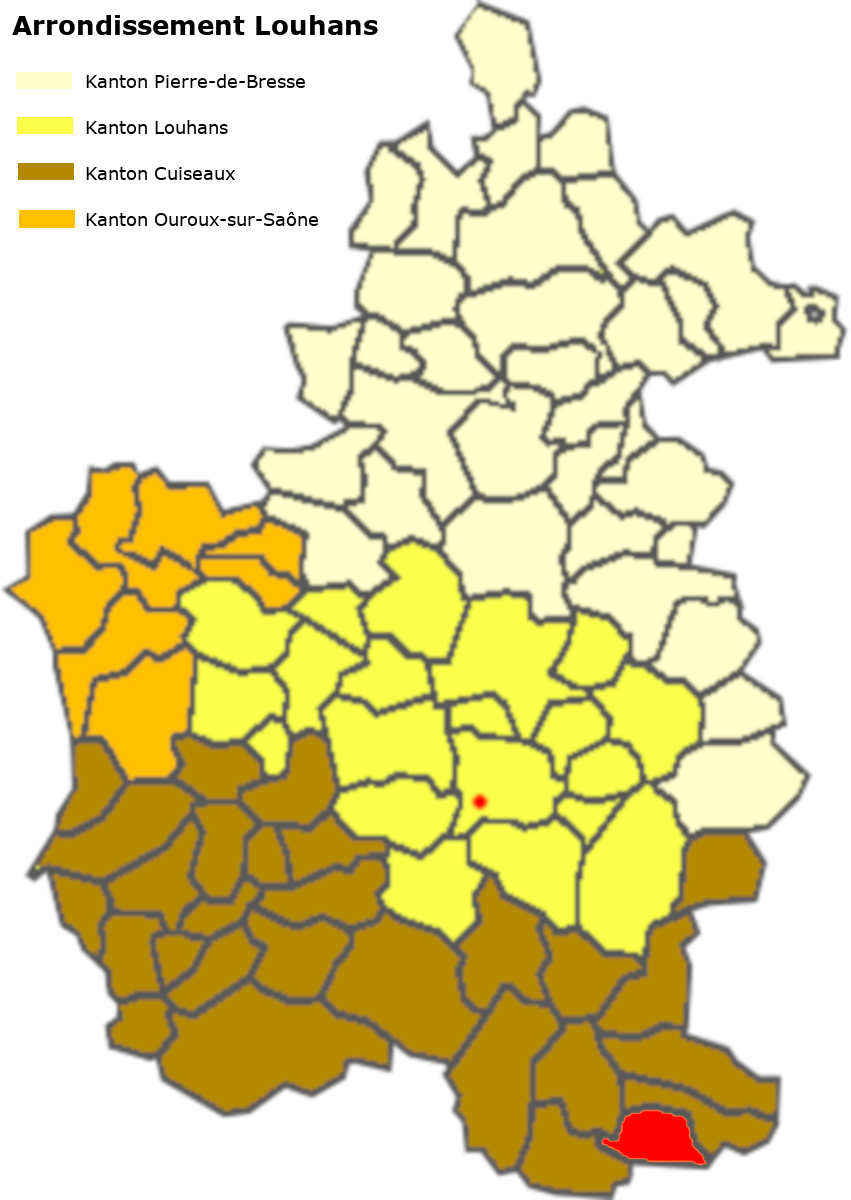
Lage der Gemeinde im Arrondissement Louhans

Joudes liegt in der Landschaft Bresse, im Südosten der Region Burgund und stößt mit seiner südöstlichen und südlichen Gemeindegrenze an das Département Jura. Im Süden, an der Grenze zur Gemeinde Balanod entspringt der Ruisseau de Joudes, der später als Bief de Louvarel die Gemeinde nach Norden durchzieht. Er gilt als Quellfluss von La Dourlande. Einen kurzen Teil der nordöstlichen Gemeindegrenze bilder der Ruisseau du Breuil. Das östliche Gemeindegebiet schiebt sich in das Gebiet der Franche-Comté bis knapp an den Jurafuß vor. Das Gemeindegebiet ist stark bewaldet, in besonderem Maße der Westen, wo sich nur wenige Siedlungen finden. In den Feuchtgebieten entlang der Biefs finden sich ausgedehnte Pappelplantagen. Die Departementsstraße D1083 (Lons-le-Saunier–Bourg-en-Bresse) zieht sich dem Jurafuß entlang durch den Bourg. Zur Gemeinde gehören die folgenden Weiler und Fluren: la Basse-Cour, le Bourgneuf, les Capettes, les Charmelles, Cherand, le Chevreuil, la Combe, les Gasseux, la Grille, Laveratière, Machin, Marciat, le Muret, Rosière, les Sablière, le Vigneux, le Villard.

### Klima
Das Klima in Joudes ist warm und gemäßigt. Es gibt das ganze Jahr über deutliche Niederschläge, selbst der trockenste Monat weist noch hohe Niederschlagsmengen auf. Die Klassifikation des Klimas nach Köppen und Geiger ist Cfb ((Gemäßigtes) Ozeanklima). Die Temperatur liegt im Jahresdurchschnitt bei 11,2 °C. Der wärmste Monat ist der Juli mit einer Durchschnittstemperatur von 20,1 °C, der kälteste der Januar mit 2,6 °C. Über ein Jahr verteilt summieren sich die Niederschläge auf 1042 mm, dabei ist der November mit 119 mm der niederschlagsreichste, während Juli als trockenster Monat 62 mm aufweist. Über das ganze Jahr werden etwa 2826 Sonnenstunden gezählt.
|                        | Jan | Feb  | Mär  | Apr  | Mai  | Jun  | Jul  | Aug  | Sep  | Okt  | Nov | Dez |   |      |
| Mittl. Temperatur (°C) | 2,6 | 3,1  | 6,7  | 10,3 | 14,1 | 18,2 | 20,1 | 19,8 | 16,1 | 12,2 | 6,7 | 3,5 | ⌀ | 11,2 |
| Mittl. Tagesmax. (°C)  | 5,6 | 6,8  | 11,0 | 14,7 | 18,2 | 22,7 | 24,6 | 24,3 | 20,4 | 16,2 | 9,9 | 6,3 | ⌀ | 15,1 |
| Mittl. Tagesmin. (°C)  | 0,0 | −0,2 | 2,5  | 5,6  | 9,5  | 13,3 | 15,3 | 15,1 | 11,9 | 8,7  | 3,9 | 1,0 | ⌀ | 7,3  |
|                        |     |      |      |      |      |      |      |      |      |      |     |     |   |      |
| Niederschlag (mm)      | 101 | 85   | 80   | 88   | 85   | 68   | 62   | 65   | 82   | 99   | 119 | 108 | Σ | 1042 |

| 0,0 |

| −0,2 |

| 2,5 |

| 5,6 |

| 9,5 |

| 13,3 |

| 15,3 |

| 15,1 |

| 11,9 |

| 8,7 |

| 3,9 |

| 1,0 |

| 0,0 |

| −0,2 |

| 2,5 |

| 5,6 |

| 9,5 |

| 13,3 |

| 15,3 |

| 15,1 |

| 11,9 |

| 8,7 |

| 3,9 |

| 1,0 |

## Toponymie
Die erste Erwähnung des Ortes geht zurück auf 1189, wo Jeldes in den Rödeln des Klosters Gigny erwähnt wird. Fast gleichzeitig, nämlich 1191 wird auch Villa Martiaci, das Haus des Mariacus erwähnt, die heutige Schwestersiedlung zu Joudes. Die Herkunft der Bezeichnung Joudes, das sich aus Jeldes entwickelt hat, ist unklar.

## Geschichte
Joudes gehörte nur zum Teil zur Herrschaft Cuiseaux, sonst war es mit Varennes-Saint-Sauveur zusammen ein eigenes Lehen der Herren von Montjouvent, die die volle Gerichtsbarkeit besaßen. Gegen 1635 wurde sie an Pierre de Thorel verkauft, durch Heirat gelangte sie schließlich zur Familie Thoisy, den Herren von Rancy. 1285 tauschte Amédée IV., Graf von Savoyen, dieses Gebiet mit Robert II., dem Herzog von Burgund, gegen das Gebiet des Revermont und Coligny. Dadurch wurde Joudes burgundisch und blieb ein herzogliches, später königliches Lehen. Die Vasallen hatten dadurch weitgehende Rechte: droit d’indire, de guet et garde, de treuil et pressoir, de banvin, de tangues. Im Laufe des 17. Jahrhunderts gelangte die Herrschaft durch Heirat an die Familie Thoisy, eine der angesehensten und ältesten Familien des Burgund, wo sie bis zur Revolution verblieb.

### Die Herren von Joudes
Das Gebiet von Joudes gehörte teilweise zur Herrschaft Cuiseaux, zum Teil zum Kloster Gigny und zum größten Teil war es ein Lehen der de Montjouvent, die in Varennes-Saint-Sauveur residierten. Sie hatten es von den de Moysia übernommen, die schon 1324 bezeugt sind. Die Montjouvent verkauften um 1635 die Herrschaft an Pierre de Thorel, dessen Tochter Claudine de Thorel 1644 Charles de Thoisy, Écuyer, Herr von Rancy, heiratete. Sie hatten fünfzehn Kinder, ihr Nachfolger war Jacques François de Thoisy (* 26. August 1668, † 24. November 1746), Ritter, Herr von Joudes, Marcilly, Montagny-près-Louhans. Ihm folgte der Sohn Marie Michel de Thoisy (* 22. August 1717, † 30. März 1779), Baron, dem wiederum sein Sohn folgte: Georges Marie de Thoisy (* 28. Januar 1745, † 24. November 1810). Er heiratete 1782 Louise Charlotte Jacqueline de Beaurepaire.
Mit der Französischen Revolution 1789 wurden die Vorrechte des Adels abgeschafft, sie behielten lediglich noch ihre Titel.

## Bevölkerung
| Joudes: Einwohnerzahlen von 1793 bis 2020 | Joudes: Einwohnerzahlen von 1793 bis 2020 | Joudes: Einwohnerzahlen von 1793 bis 2020 | Joudes: Einwohnerzahlen von 1793 bis 2020 | Joudes: Einwohnerzahlen von 1793 bis 2020 |
| --- | ----------------------------------------- | ----------------------------------------- | ----------------------------------------- | ----------------------------------------- |
| Jahr |                                           |                                           |                                           | Einwohner                                 |
| 1793 | 1793                                      |                                           | 477                                       | 477                                       |
| 1800 | 1800                                      |                                           | 578                                       | 578                                       |
| 1806 | 1806                                      |                                           | 504                                       | 504                                       |
| 1821 | 1821                                      |                                           | 536                                       | 536                                       |
| 1831 | 1831                                      |                                           | 556                                       | 556                                       |
| 1836 | 1836                                      |                                           | 569                                       | 569                                       |
| 1841 | 1841                                      |                                           | 618                                       | 618                                       |
| 1846 | 1846                                      |                                           | 586                                       | 586                                       |
| 1851 | 1851                                      |                                           | 574                                       | 574                                       |
| 1856 | 1856                                      |                                           | 560                                       | 560                                       |
| 1861 | 1861                                      |                                           | 552                                       | 552                                       |
| 1866 | 1866                                      |                                           | 570                                       | 570                                       |
| 1872 | 1872                                      |                                           | 508                                       | 508                                       |
| 1876 | 1876                                      |                                           | 528                                       | 528                                       |
| 1881 | 1881                                      |                                           | 575                                       | 575                                       |
| 1886 | 1886                                      |                                           | 557                                       | 557                                       |
| 1891 | 1891                                      |                                           | 548                                       | 548                                       |
| 1896 | 1896                                      |                                           | 527                                       | 527                                       |
| 1901 | 1901                                      |                                           | 506                                       | 506                                       |
| 1906 | 1906                                      |                                           | 490                                       | 490                                       |
| 1911 | 1911                                      |                                           | 490                                       | 490                                       |
| 1921 | 1921                                      |                                           | 413                                       | 413                                       |
| 1926 | 1926                                      |                                           | 405                                       | 405                                       |
| 1931 | 1931                                      |                                           | 391                                       | 391                                       |
| 1936 | 1936                                      |                                           | 377                                       | 377                                       |
| 1946 | 1946                                      |                                           | 383                                       | 383                                       |
| 1954 | 1954                                      |                                           | 377                                       | 377                                       |
| 1962 | 1962                                      |                                           | 348                                       | 348                                       |
| 1968 | 1968                                      |                                           | 309                                       | 309                                       |
| 1975 | 1975                                      |                                           | 355                                       | 355                                       |
| 1982 | 1982                                      |                                           | 410                                       | 410                                       |
| 1990 | 1990                                      |                                           | 409                                       | 409                                       |
| 1999 | 1999                                      |                                           | 407                                       | 407                                       |
| 2009 | 2009                                      |                                           | 409                                       | 409                                       |
| 2014 | 2014                                      |                                           | 388                                       | 388                                       |
| 2020 | 2020                                      |                                           | 368                                       | 368                                       |
| Quelle(n): EHESS/Cassini bis 2006, ab 2009 INSEE Anmerkung(en): • Ab 1962 offizielle Zahlen ohne Einwohner mit Zweitwohnsitz • Höchste Einwohnerzahl 1841 mit 618, tiefste Einwohnerzahl 1968 mit 309 (50,0 % vom Maximum) |                                           |                                           |                                           |                                           |

| Bevölkerungsstruktur | Anzahl Einwohner | männlich | weiblich | davon Ausländer | Anteil % |
| -------------------- | ---------------- | -------- | -------- | --------------- | -------- |
|                      | 367              | 184      | 183      | 1               | 0,3      |

| Männer | Alterstufe | Frauen |
| ------ | ---------- | ------ |
| 0      | 90 + älter | 1      |
| 18     | 75–89      | 26     |
| 46     | 60–74      | 45     |
| 44     | 45–59      | 42     |
| 25     | 30–44      | 23     |
| 28     | 15–29      | 25     |
| 24     | 0–14       | 20     |

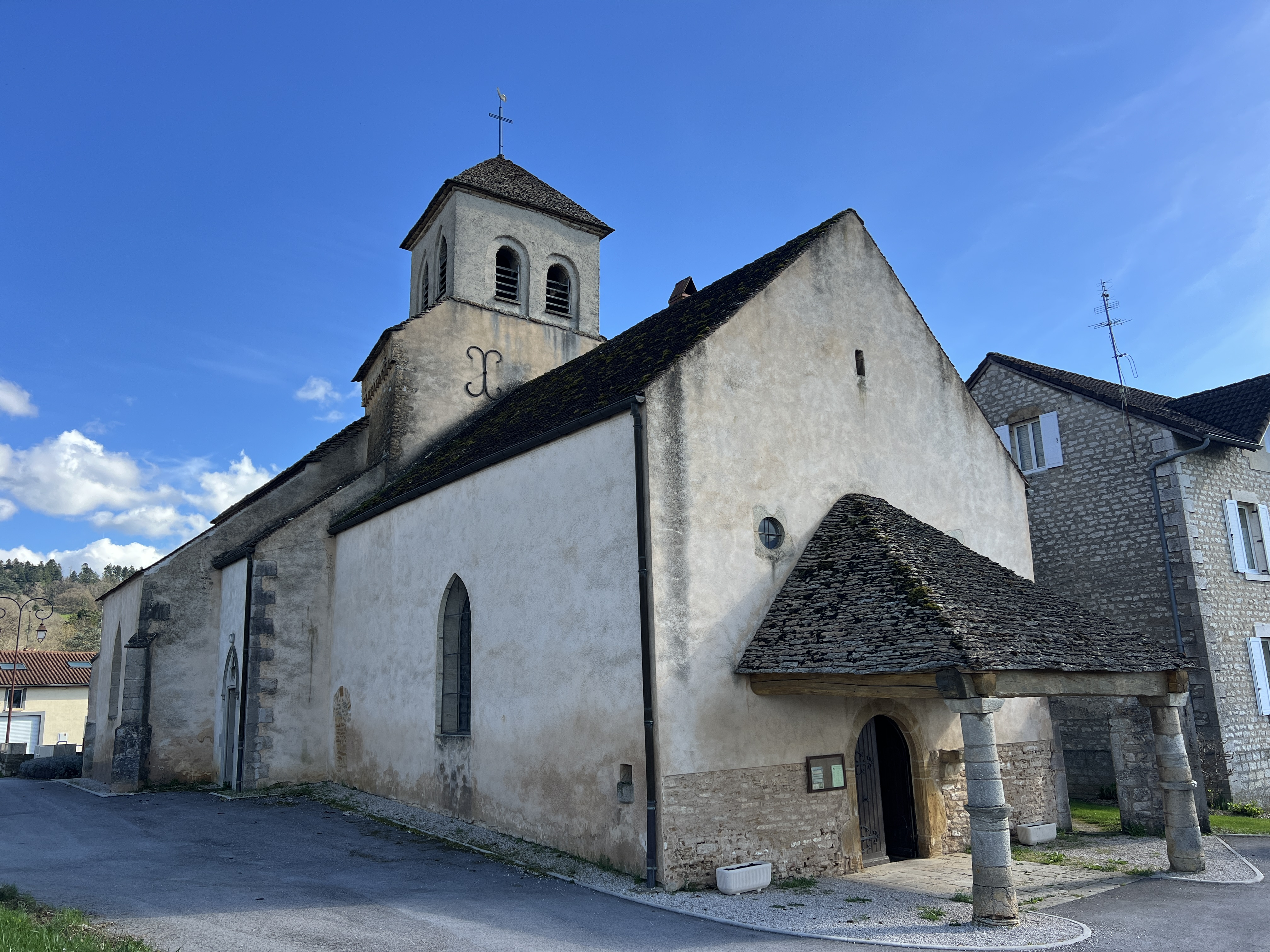
Kirche Saint-Didier in Joudes

Die Bevölkerungsstruktur zwischen Männern und Frauen ist ausgeglichen, wobei 40 % der Bevölkerung jünger als 45 Jahre sind. Demgegenüber sind 37 % der Einwohner älter als 60 Jahre und damit im Rentenalter.
| Wohnstruktur               | Anzahl Wohneinheiten | davon Häuser | Wohnungen |
| -------------------------- | -------------------- | ------------ | --------- |
|                            | 211                  | 189          | 22        |
| davon Hauptwohnsitz        | 179                  |              |           |
| Zweit- oder Ferienwohnsitz | 17                   |              |           |
| vakant                     | 15                   |              |           |

## Wirtschaft und Infrastruktur

### Unternehmen, Betriebe, Ladengeschäfte und Einrichtungen
In der Gemeinde befinden sich nebst Mairie und Kirche folgende Unternehmen nach Branchen:
| Branche                                                           | Anzahl Betriebe |
| ----------------------------------------------------------------- | --------------- |
| Industrie und verarbeitendes Gewerbe                              | 3               |
| Baugewerbe                                                        | 1               |
| Groß- und Einzelhandel, Verkehr, Beherbergung und Gastronomie     | 5               |
| Information und Kommunikation                                     |                 |
| Finanz- und Versicherungsdienstleistungen                         |                 |
| Grundstücks- und Wohnungswesen                                    |                 |
| Freiberufliche, wissenschaftliche und technische Dienstleistungen | 2               |
| Öffentliche Verwaltung, Unterricht, Gesundheits- und Sozialwesen  | 2               |
| Sonstige Dienstleistungen                                         | 1               |
| Land- und Forstwirtschaftsbetriebe                                | 4               |

In der Gemeinde befinden sich eine Bäckerei und ein Coiffeursalon, ferner ein Pétanqueplatz, eine Turn- und Sporthalle und ein Restaurant. Für die Güter des täglichen Bedarfs versorgen sich die Einwohner in Balanod oder Saint-Amour.

### Geschützte Produkte in der Gemeinde
Als AOC-Produkte sind in Joudes Comté und Morbier zugelassen, ferner Volaille de Bresse und Dinde de Bresse in den Gemeindeteilen westlich der N83, sowie Crème et beurre de Bresse.

### Bildungseinrichtungen
In der Gemeinde besteht eine École primaire (École maternelle und École élémentaire), die der Académie de Dijon untersteht und von 20 Schülern besucht wird. Für die Schule gilt der Ferienplan der Zone A.

## Sehenswürdigkeiten
- Kirche Saint-Didier aus dem 11. Jahrhundert. Kurzbeschrieb und Bilder bei:  l'Art Roman en Bourgogne[21] und Pastorale Tourisme & Loisirs[22]